# Avtalsfrihet
Avtalsfrihet i obegränsad mening innebär friheten för två parter att sluta avtal som innefattar vilka termer som helst. Underförstått ingår också rätten att gå till domstol för att upprätthålla avtalet om det skulle brytas av någondera parten. Avtalsfrihet innebär också frihet att avstå från att ingå avtal. I praktiken betyder det exempelvis att en näringsidkare eller privatperson normalt kan vägra sälja en vara eller tjänst till vem som helst av vilken anledning som helst. När denna rätt inskränks kallas det kontraheringsplikt.
Det finns åtminstone två anledningar till att stater idag stiftar lagar som inskränker på avtalsfriheten:
- Lagstiftaren kan hysa en paternalistisk inställning till avtalets parter och hävda att en part, trots partens egen inställning i frågan, skulle ta skada av att sluta ett avtal under vissa villkor. Ett exempel på detta kan vara försäljning av narkotika, som är förbjuden av folkhälsoskäl, även om den skulle ske med båda parters samtycke.

- Lagstiftaren kan anse att avtalsvillkoren är oskäliga, och att den ena parten försätter sig i en orimlig situation genom att gå med på avtalet. Genom en inskränkning i avtalsfriheten kan därmed parterna tvingas sluta avtal som är gynnsammare för den svagare parten. Exempel är dels ockerlagstiftningen, som förbjuder parter att avtala om lån till oskäligt hög ränta, och dels arbetsrätten, som är tänkt att garantera en minimitrygghet för arbetstagare.

Inom nyliberal teoribildning anses ofta avtalsfriheten utgöra en okränkbar mänsklig rättighet, som endast kan inskränkas om avtalen strider mot tredje parts negativa rättigheter.[källa behövs] Häri ingår också friheten att inte sluta avtal exempelvis med fackförening eller arbetsgivarorganisation.